# محمد فايي
محمد فايي (بالفرنسية: Mouhammad Faye)‏ مواليد 14 سبتمبر 1985 في داكار، هو لاعب كرة سلة سنغالي. بدأ مسيرته الاحترافية في سنة 2010. يلعب في الدوري اليوناني لكرة السلة كلاعب وسط. يحمل الرقم 11. يبلغ طوله 6 قدم 10 بوصة (2.1 م). حقق المركز الثالث في بطولة أمم أفريقيا لكرة السلة 2013.

## سجل المنافسة
شارك في المنافسات التالية:
- كأس العالم لكرة السلة 2014

## الميداليات
| الميدالية | المسابقة                          |
| --------- | --------------------------------- |
| برونزية   | بطولة أمم أفريقيا لكرة السلة 2013 |

## روابط خارجية
- محمد فايي على موقع الاتحاد الدولي لكرة السلة (الإنجليزية)
- محمد فايي على موقع كرة السلة الأوروبية.كوم (الإنجليزية)
- محمد فايي على موقع DraftExpress.com (الإنجليزية)
- محمد فايي على موقع كلية كرة السلة في سبورتس رفرنس.كوم (الإنجليزية)
- محمد فايي على موقع ريلجم (الإنجليزية)
- محمد فايي على موقع بروبوليرز (الإنجليزية)
- محمد فايي على موقع سبورتس رفرنس (الإنجليزية)
- محمد فايي على موقع سبورتس رفرنس (الإنجليزية)